# 札幌連隊区
札幌連隊区（さっぽろれんたいく）は、大日本帝国陸軍の連隊区の一つ。前身は札幌大隊区である。北海道の一部地域の徴兵・召集等兵事事務を取り扱った。実務は札幌連隊区司令部が執行した。1945年（昭和20年）、同域に札幌地区司令部が設けられ、地域防衛体制を担任した。

## 沿革
1894年（明治27年）10月19日の大隊区司令部条例改正（明治27年勅令第178号）により札幌大隊区が設置され、第7師管第13旅管に属した。また、同時に改正された「陸軍管区表」（明治27年勅令第177号）により、管轄区域が定められた。
1896年（明治29年）4月1日、札幌大隊区は連隊区司令部条例（明治29年勅令第56号）によって連隊区に改組され、旅管が廃止となり引き続き第7師管に属した。管轄区域に廃止された空知太大隊区・天塩大隊区の区域を編入した。
1898年（明治31年）4月1日、連隊区司令部条例改正（明治31年3月8日勅令第35号）により十勝連隊区が廃止され旭川連隊区が新設となり、管轄区域が大幅に変更された。
1903年（明治36年）2月14日、改正された「陸軍管区表」（明治36年勅令第13号）が公布となり、再び旅管が採用され連隊区は第7師管第13旅管に属した。
日本陸軍の内地19個師団体制に対応するため陸軍管区表が改正（明治40年9月17日軍令陸第3号）され、1907年（明治40年） 10月1日、全国的に管轄区域の大幅な変更が実施されたが、北海道についてはほとんど変更がなかった。
1910年（明治43年）3月11日、函館連隊区へ後志国区域の移管など、管轄区域の変更が実施された。
1925年（大正14年）4月6日、日本陸軍の第三次軍備整理に伴い陸軍管区表が改正（大正14年軍令陸第2号）され、同年5月1日、旅管は廃され引き続き第7師管の所属となった。
1940年（昭和15年）8月1日、札幌連隊区は北部軍管区旭川師管に属することとなった。ただし、北部軍管区を管轄とする北部軍司令部が設置される同年12月2日まで、北部軍管区に関する事項は施行が延期された。1945年には作戦と軍政の分離が進められ、軍管区・師管区に司令部が設けられたのに伴い、同年3月24日、連隊区の同域に地区司令部が設けられた。地区司令部の司令官以下要員は連隊区司令部人員の兼任である。同年4月1日、旭川師管は旭川師管区と改称された。

## 管轄区域の変遷
1894年10月19日、札幌大隊区が設置され、管轄区域が次のとおり定められた。
- 北海道

札幌区・札幌郡（石狩国）小樽郡・高島郡・忍路郡・余市郡・古平郡・美国郡・積丹郡（後志国） 千歳郡・室蘭郡・有珠郡・虻田郡・幌別郡・白老郡・勇払郡（胆振国）
1896年4月1日、連隊区へ改組された際、旧空知太大隊区から石狩国区域を、旧天塩大隊区から天塩国・北見国区域を編入し、次のとおり管轄区域が定められた。
- 北海道

札幌区・札幌郡・空知郡・夕張郡・樺戸郡・雨竜郡・上川郡・浜益郡・厚田郡・石狩郡（石狩国）小樽郡・高島郡・忍路郡・余市郡・古平郡・美国郡・積丹郡（後志国） 千歳郡・室蘭郡・有珠郡・虻田郡・幌別郡・白老郡・勇払郡（胆振国）増毛郡・留萌郡・苫前郡・天塩郡・中川郡・上川郡（天塩国） 宗谷郡・枝幸郡・礼文郡・利尻郡（北見国）
1897年（明治30年）4月1日、函館連隊区から後志国岩内郡・古宇郡を編入した。
1898年4月1日、十勝連隊区の廃止、旭川連隊区の新設により管轄区域が次のとおり変更された。旭川連隊区へ石狩国上川郡、天塩国区域、北見国区域を移管した。また旧十勝連隊区から日高国区域を編入した。
- 北海道

札幌区・札幌郡・空知郡・夕張郡・樺戸郡・雨竜郡・浜益郡・厚田郡・石狩郡（石狩国） 小樽郡・高島郡・忍路郡・余市郡・古平郡・美国郡・積丹郡・岩内郡・古宇郡（後志国） 千歳郡・室蘭郡・有珠郡・虻田郡・幌別郡・白老郡・勇払郡（胆振国） 沙流郡・新冠郡・静内郡・浦河郡・様似郡・幌泉郡・三石郡（日高国）
1898年（明治31年）5月31日、石狩国空知郡を「空知郡 富良野村ヲ除ク」に変更し、旭川連隊区に空知郡富良野村を移管した。1903年（明治36年）2月14日、後志国小樽区を加えた。1907年10月1日、胆振国勇払郡を「勇払郡 占冠村ヲ除ク」に変更し、旭川連隊区へ勇払郡占冠村を移管した。この時点での管轄区域は次のとおり。
- 北海道

札幌区・札幌郡・空知郡 富良野村ヲ除ク・夕張郡・樺戸郡・雨竜郡・浜益郡・厚田郡・石狩郡（石狩国）小樽区・小樽郡・高島郡・忍路郡・余市郡・古平郡・美国郡・積丹郡・岩内郡・古宇郡（後志国） 千歳郡・室蘭郡・有珠郡・虻田郡・幌別郡・白老郡・勇払郡 占冠村ヲ除ク（胆振国） 沙流郡・新冠郡・静内郡・浦河郡・様似郡・幌泉郡・三石郡（日高国）
1910年3月11日、次のとおり管轄区域が変更された。函館連隊区へ後志国区域を移管。また胆振国虻田郡を「虻田郡ノ内虻田村弁辺村」と変更し、虻田郡のその他の村を函館連隊区へ移管した。
- 北海道

札幌区・札幌郡・空知郡 富良野村ヲ除ク・夕張郡・樺戸郡・雨竜郡・浜益郡・厚田郡・石狩郡（石狩国） 千歳郡・室蘭郡・有珠郡・虻田郡ノ内 虻田村 弁辺村・幌別郡・白老郡・勇払郡 占冠村ヲ除ク（胆振国） 沙流郡・新冠郡・静内郡・浦河郡・様似郡・幌泉郡・三石郡（日高国）
1918年（大正7年）5月29日、胆振国室蘭区を加え、1923年（大正12年）3月31日、札幌区を札幌市に、室蘭区を室蘭市に変更した。
1925年5月1日、北海道に関して管轄区域の表記を、次のとおり市と支庁によるものに変更した。
- 北海道

札幌市・室蘭市・石狩支庁・胆振支庁・浦河支庁・空知支庁
1932年（昭和7年）10月29日、支庁の改称により浦河支庁を日高支庁に変更した。
1943年（昭和18年）6月26日、岩見沢市・夕張市を加え、最終の管轄区域が次のとおりとなった。
- 北海道

札幌市・室蘭市・岩見沢市・夕張市・石狩支庁・胆振支庁・日高支庁・空知支庁

## 司令官
- 安東貞一郎 歩兵少佐：1895年6月6日[19] - 1898年1月21日
- 林昌介 歩兵少佐：1898年1月21日 - 1902年2月10日
- 米津逸三 歩兵少佐：1902年2月10日 -
- 遠藤昶 歩兵中佐：不詳 - 1906年3月29日
- 米津逸三 歩兵中佐：不詳 - 1907年11月13日
- 林康太 歩兵少佐：1907年11月13日 - 1909年10月9日
- 大塚嘉輝 歩兵中佐：1909年10月9日 - 1911年9月26日
- 横山重雄 歩兵少佐：1911年9月26日 - 1912年3月8日
- 高橋於兎丸 歩兵中佐：1912年3月8日 - 1913年9月30日
- 若井敬 歩兵中佐：1913年9月30日 - 1914年9月11日
- 金田房吉 歩兵中佐：1914年9月11日 - 1917年8月6日
- 岡欽一 歩兵中佐：1917年8月6日 - 1921年7月20日[20]
- 渡辺祐次 歩兵中佐：1921年7月20日[20] -
- 篠原三郎 歩兵大佐：1929年8月1日 - 1932年2月29日[21]
- 木村直樹 歩兵大佐：1937年8月2日 - 1939年5月19日[22]
- 田村理七 騎兵大佐：1939年5月19日 - 1941年3月1日[23]
- 庄司巽 歩兵大佐：1942年4月17日 - 1945年3月31日[24]

札幌連隊区兼札幌地区司令官
- 中代豊治郎 予備役陸軍少将：1945年3月31日[25] -